# Шерипов, Майрбек Джемалдинович
Майрбе́к Джемалди́нович Шери́пов — организатор антисоветского движения в Чечено-Ингушетии в 1941—1942 годах.

## Биография
Майрбек Шерипов был младшим братом Асланбека Шерипова, командира Чеченской Красной Армии, убитого белогвардейцами в сентябре 1919 года. В юности вступил в ВКП(б) и начал работать в качестве юриста. В 1938 году Майрбек Шерипов был арестован за «антисоветскую пропаганду», но в 1939 году был выпущен на свободу. В 1941 году его назначили председателем Леспромсовета Чечено-Ингушской АССР. Однако осенью 1941 года он перешёл на нелегальное положение и начал вооружённую борьбу.
В августе 1942 года Шерипов установил связь с Джаватханом Муртазалиевым и, воспользовавшись его авторитетом, поднял антисоветское восстание в Итум-Калинском и Шатоевском районах. Восстание началось в селении Зумсой Итум-Калинского района. Разгромив сельсовет и правление колхоза, во главе отряда в 150 человек вошёл в село Химой и разграбил его. Операция была согласована с начальником отдела по борьбе с бандитизмом НКВД Чечено-Ингушетии Идрисом Алиевым, который накануне вывел из села отряд НКВД. В результате в отряд Шерипова стали со всей республики стекаться недовольные советской властью. Этот отряд двинулся к селу Итум-Кали, где был встречен большими силами НКВД и разгромлен:820.
25 августа 1942 года, привлечённые слухами о масштабном восстании, гитлеровцы сбросили в Галашкинский район большую группу диверсантов под руководством Османа Губе (аварец Осман Сайднуров). Группа сразу же оказалась под полным контролем советских спецслужб. Она просуществовала в течение четырёх месяцев, пока НКВД не приняло решение о её ликвидации.